# Lasia nigritarsis
Lasia nigritarsis är en tvåvingeart som först beskrevs av Blanchard 1852.  Lasia nigritarsis ingår i släktet Lasia och familjen kulflugor. Inga underarter finns listade i Catalogue of Life.